# 霍赫梅特利山
47°03′09″N 9°10′23″E / 47.052563°N 9.173023°E
霍赫梅特利山（Hochmättli），是瑞士的山峰，位於該國東部，處於格拉魯斯州和聖加侖州接壤的邊界，屬於格拉魯斯山的一部分，海拔高度2,252米，每年平均降雨量1,954毫米。